# Alfred Hueck

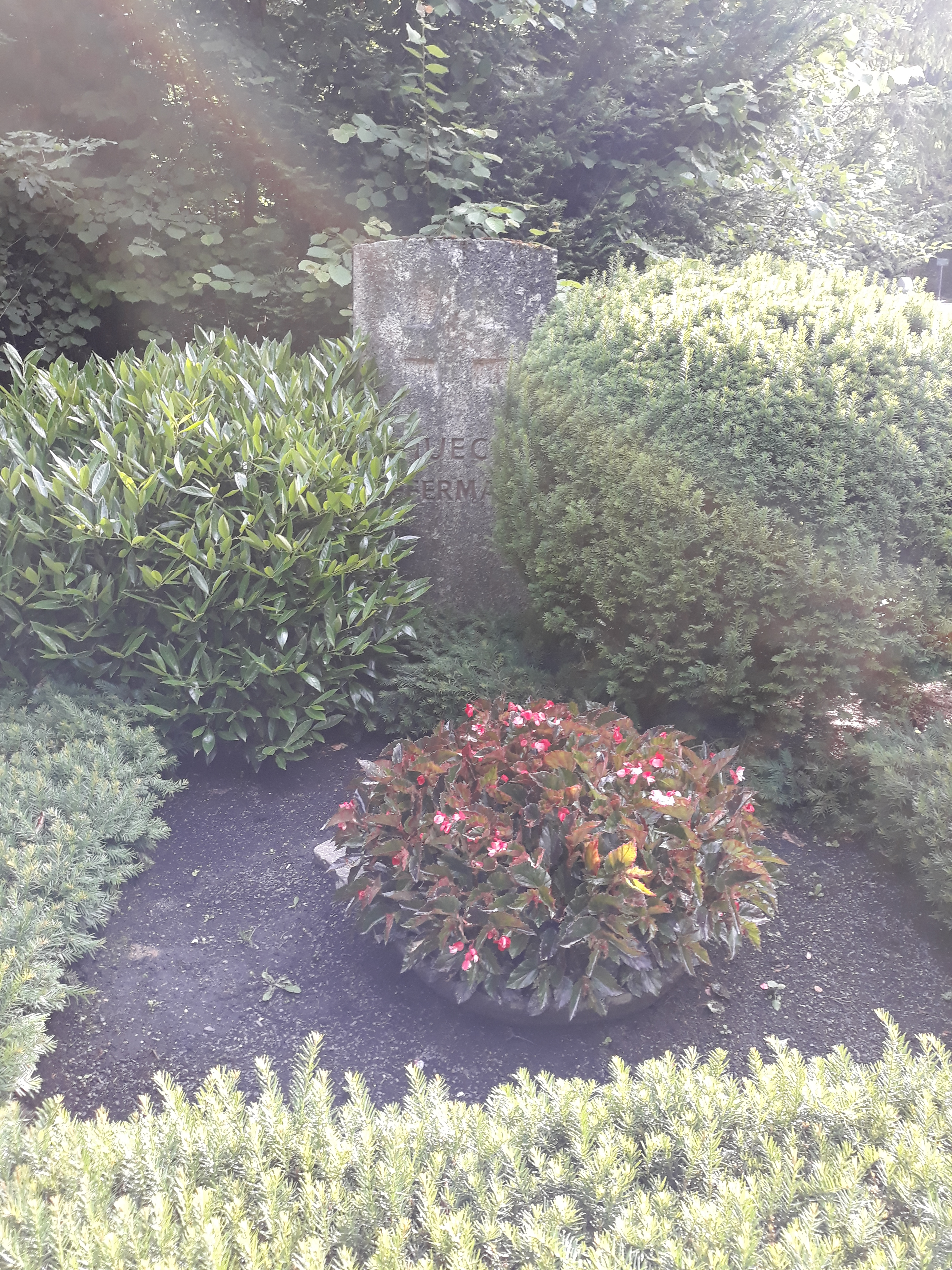
Das Familiengrab von Alfred Hueck auf dem Waldfriedhof (München); der Grabstein verweist auch auf seinen Schwiegersohn Erik Offermann

Alfred Hueck (* 7. Juli 1889 in Lüdenscheid; † 11. August 1975 in München) war ein deutscher Rechtswissenschaftler und zählt zu den bedeutendsten Juristen der ersten Hälfte des 20. Jahrhunderts.

## Leben und Wirken
Der Sohn eines Fabrikanten besuchte in Lüdenscheid das Realgymnasium und legte dort 1908 das Abitur ab. Hueck studierte Rechtswissenschaften an den Universitäten Freiburg, München und Münster. Während seines Studiums wurde er Mitglied der Akademischen Verbindung Zaringia Freiburg. Am 13. Februar 1914 wurde er auf Anregung Erwin Riezlers und unter Betreuung durch Ernst Jacobi mit einer Arbeit über unkörperliche Geschäftswerte promoviert. Nach der am 30. November 1915 bestandenen zweiten juristischen Staatsprüfung trat Hueck in den höheren Justizdienst Preußens ein. Ab Dezember 1918 war er Privatdozent in Münster. 1925 erhielt er den Lehrstuhl für Handels-, Arbeits- und Gesellschaftsrecht an der Universität Jena. Von 1926 bis 1929 wirkte er gleichzeitig als Oberlandesgerichtsrat in Jena. Einen Ruf an die Universität Heidelberg 1930 lehnte er ab. Von 1936 bis zu seiner Emeritierung im Jahre 1958 hatte Hueck den Lehrstuhl für Bürgerliches Recht, Handels-, Arbeits- und Wirtschaftsrecht sowie Gesellschaftsrecht in München inne. Hueck beantragte am 16. Februar 1942 die Aufnahme in die NSDAP und wurde zum 1. April desselben Jahres aufgenommen (Mitgliedsnummer 8.990.311). Am 20. Oktober 1945 wurde Hueck durch die Militärregierung in Bayern seines Amtes enthoben, am 3. Juli 1946 aber wieder in sein Amt eingesetzt und am 24. Januar 1949 als entlastet entnazifiziert.
Huecks Bedeutung für die Rechtswissenschaft ist vielfältig. Hueck verfasste bedeutende Arbeiten über den Tarifvertrag, das Arbeitsrecht, die Vorzugsaktien und die Anfechtbarkeit und Nichtigkeit von Generalversammlungsbeschlüssen bei Aktiengesellschaften. Seine Konkretisierung der Treu und Glauben verpflichteten Generalklauseln im Kündigungsschutz ist lange vorherrschend geblieben. Hueck war seit 1942 Mitglied in der Bayerischen Akademie der Wissenschaften. Für das von den Nationalsozialisten geplante Volksgesetzbuch lieferte er als Mitglied des zu diesem Zwecke eingerichteten Hauptausschusses im Entwurf Bestimmungen zu den Begriffen der Kündigung und des Rücktritts im Schuldrecht. Die Universität Erlangen-Nürnberg verlieh ihm 1949 die Ehrendoktorwürde. Im Jahr 1964 wurde ihm der Bayerische Verdienstorden verliehen. Im August 1965 wurde er korrespondierendes Mitglied der Accademia Nazionale dei Lincei in Rom. Am 1. Mai 1970 wurde ihm die Bayerische Staatsmedaille für soziale Verdienste verliehen. Der Bundespräsident ehrte Hueck am 7. September 1970 mit dem Großen Verdienstkreuz mit Stern. Bereits im Januar 1960 hatte er das Große Bundesverdienstkreuz der Bundesrepublik erhalten. Bekannte Schüler von Alfred Hueck sind Wolfgang Zöllner und Herbert Wiedemann.
Sein Sohn Götz Hueck war ebenfalls ein bekannter Rechtswissenschaftler.

## Veröffentlichungen (Auswahl)
- Grundriß des Arbeitsrechts. Vahlen, Berlin 1960, 5. Auflage, Vahlen, München 1970.
- Kündigungsschutzgesetz. Beck, München 1951, 9. Auflage, 1974.
- Gesellschaftsrecht. Biederstein, München 1948, 17. Auflage, Beck, München 1975.
- Recht der Wertpapiere. Weidmann, Berlin 1936, 10. Auflage, Vahlen, München 1967.
- (mit Hans Carl Nipperdey und Rolf Dietz): Gesetz zur Ordnung der nationalen Arbeit und Gesetz zur Ordnung der Arbeit in öffentlichen Verwaltungen und Betrieben. Mit der Verordnung über die Lohngestaltung und die Kriegswirtschaftsverordnung. Kommentar. Beck, München 1934, 4. Auflage, München 1943.
- Das Arbeitsvertragsrecht. Hess, Stuttgart 1922.
- Kündigung und Entlassung nach geltendem Recht. Systematische Darstellung sämtlicher für das Kündigungswesen geltenden Bestimmungen für Unternehmer, Angestellte und Arbeiter. Hess, Stuttgart 1921.
- Das Recht des Tarifvertrages unter besonderer Berücksichtigung der Verordnung vom 23. Dezember 1918. Vahlen, Berlin 1920.
- Unkörperliche Geschäftswerte. Ein Beitrag zur Lehre von Unternehmen. jur. Diss. Münster 1914.